# 압둘 카마라
압둘 라자귀 카마라(프랑스어: Abdoul Razzagui Camara, 1990년 2월 20일 ~ )는 기니의 전 프로 축구 선수로 스트라이커로 활약했지만, 종종 레프트 윙어로도 활용되었다.

## 어린 시절
카마라는 기니의 마무에서 태어났지만, 어린 나이에 프랑스로 이주했다. 그는 2002년 6월 28일 귀화하여 프랑스 국적을 취득했다.

## 구단 경력

### 초기 경력
1999년, 그는 릴의 교외 지역인 코뮌 피브스에 위치한 지역 클럽인 OS 피브스에 가입했다. 2004년 6월, 그는 명망 있는 스타드 렌의 청소년 아카데미에 가입했다.

### 렌
유스 시스템에서 뛰는 동안, 카마라는 재능 있는 많은 젊은이들 중 한 명이었다. 그의 팀 동료들 중에는 얀 음빌라, 야신 브라히미, 사뮈엘 수프라옌, 막심 르 마르찬드, 다미앙 르 탈레크이 있었다. 그 팀은 2006-07 시즌에 U-18 챔피언십에서 우승했고 2008년에는 쿠프 감바르델라에서 우승함으로써 그들의 명성에 효과적으로 부응했다. 2007년 8월 15일, 카마라는 음빌라, 르 탈레크와 함께 3년 계약에 동의하며 그의 첫 프로 계약에 서명했다.
2007-08 시즌 동안 그의 활약은 주로 클럽의 샹피오나 드 프랑스 아마추어 팀과 18세 이하 팀에서 제한적으로 활약했다. 그는 그 후 2008-09 시즌에 시니어 팀으로 승격되었다. 그러나, 그는 번호를 매기지 않았고, 클럽의 CFA 팀에서 다시 뛰었다. 그는 30경기에 출전하여 4골을 넣었고, 팀이 그들의 조에 속한 프로 클럽들 중 1위를 차지하도록 도왔으며, 플레이오프에 진출할 수 있는 자격을 얻었고, 준결승에서 리옹에게 졌다. 그는 2008-09 시즌의 마지막 경기 날에 마르세유에게 4-0으로 패한 경기에서 교체로 출전하며 렌에서 프로 데뷔 전을 치렀다.
2009년 8월 3일, 렌은 카마라를 리그 2의 반 OC로 시즌 내내 임대하기로 합의했다. 그는 1군 팀의 등번호 9번을 받았고, 메스와의 리그 개막전에서 데뷔 전을 치렀고, 반이 3-0으로 이긴 경기에 교체 출전했다. 그는 리그 37경기에 출전해 4골을 넣었다.
카마라는 2010-11 시즌에 렌으로 복귀하였으나, 간헐적으로 출전하는데 그쳤고, B팀에서도 8경기에 출전하여 3골을 기록했다.

### 앙제
2014년 7월 1일, 소쇼와의 계약이 만료된 후, 카마라는 앙제 SCO와 3년 계약을 체결했다. 카마라는 첫 시즌에 리그 27경기에 출전해 6골을 넣었다. 2015-16 시즌, 그는 스테판 물랑 감독의 4-3-3 포메이션에 깊은 인상을 남겼으며, 17경기에서 2골을 넣었고, 클럽을 떠날 당시 앙제를 3위로 올려놓았다.

### 더비 카운티
2016년 1월 4일, 카마라는 125만 파운드로 추정되는 미공개 이적료로 챔피언십 팀 더비 카운티에 3년 반 계약으로 합류했다. 카마라는 1월 9일 FA컵 하틀풀 유나이티드와의 경기에서 더비 데뷔 전을 치렀다. 그는 2017년 2월 8일 레스터 시티와의 FA컵 경기에서 클럽을 위한 첫 골을 넣었다.

### 은퇴
그는 2018년 9월 건강상의 이유로 은퇴했다.

## 국가대표팀 경력
그는 U-17, U-18, U-21 국가대표팀에서 뛰었다. 그는 2007년 FIFA U-17 월드컵에서 8강에 오른 U-17 국가대표팀의 일원이었다.
2012년 1월 24일, 카마라는 1-0으로 패한 말리와의 경기에서 라스 방구라와 교체되어 2012년 아프리카 네이션스컵에서 기니 국가대표팀에 데뷔했다. 그는 2012년 아프리카 네이션스컵 조별 리그 3경기에서 2골을 넣었는데, 1월 28일 보츠와나와의 경기에서 6-1로 이긴 세 번째 골과 2월 1일 가나와의 경기에서 1-1로 비긴 동점골이었다. 그는 2015년 아프리카 네이션스컵에서 국가대표팀과 함께 뛰었고, 팀은 8강까지 진출했다.